# William Maxwell, 2. Baronet (of Springkell)
Sir William Maxwell, 2. Baronet (* 10. August 1703; † 14. Juli 1760), war ein schottisch-britischer Adliger.
Er war der Sohn des Sir Patrick Maxwell, 1. Baronet, aus dessen Ehe mit Mary Gordon, Tochter des William Gordon, 6. Viscount of Kenmure. Beim Tod seines Vaters im April 1723 erbte er dessen Adelstitel Baronet, of Springkell in the County of Dumfries, der diesem am 7. Februar 1683 in der Baronetage of Nova Scotia verliehen worden war, sowie dessen Ländereien, auf denen er um 1735 den Familiensitz Springkell House erbauen ließ.
Am 11. Oktober 1725 heiratete er Catherine Douglas, Tochter des Sir William Douglas, 2. Baronet († 1733). Mit ihr hatte er drei Kinder:
- Helenora Maxwell, ⚭ Claud Alexander of Ballochmyle
- Catherine Maxwell († 1763)
- Sir William Maxwell, 3. Baronet (um  1740–1804), ⚭ Margaret Stewart